# Rue de Maubeuge
La rue de Maubeuge est une voie des 9e et 10e arrondissements de Paris, en France.

## Situation et accès
La rue de Maubeuge est située dans les 9e et 10e arrondissements de Paris. Longue d'environ 1500 mètres, elle débute place Kossuth et se termine au 39 bis, boulevard de la Chapelle.

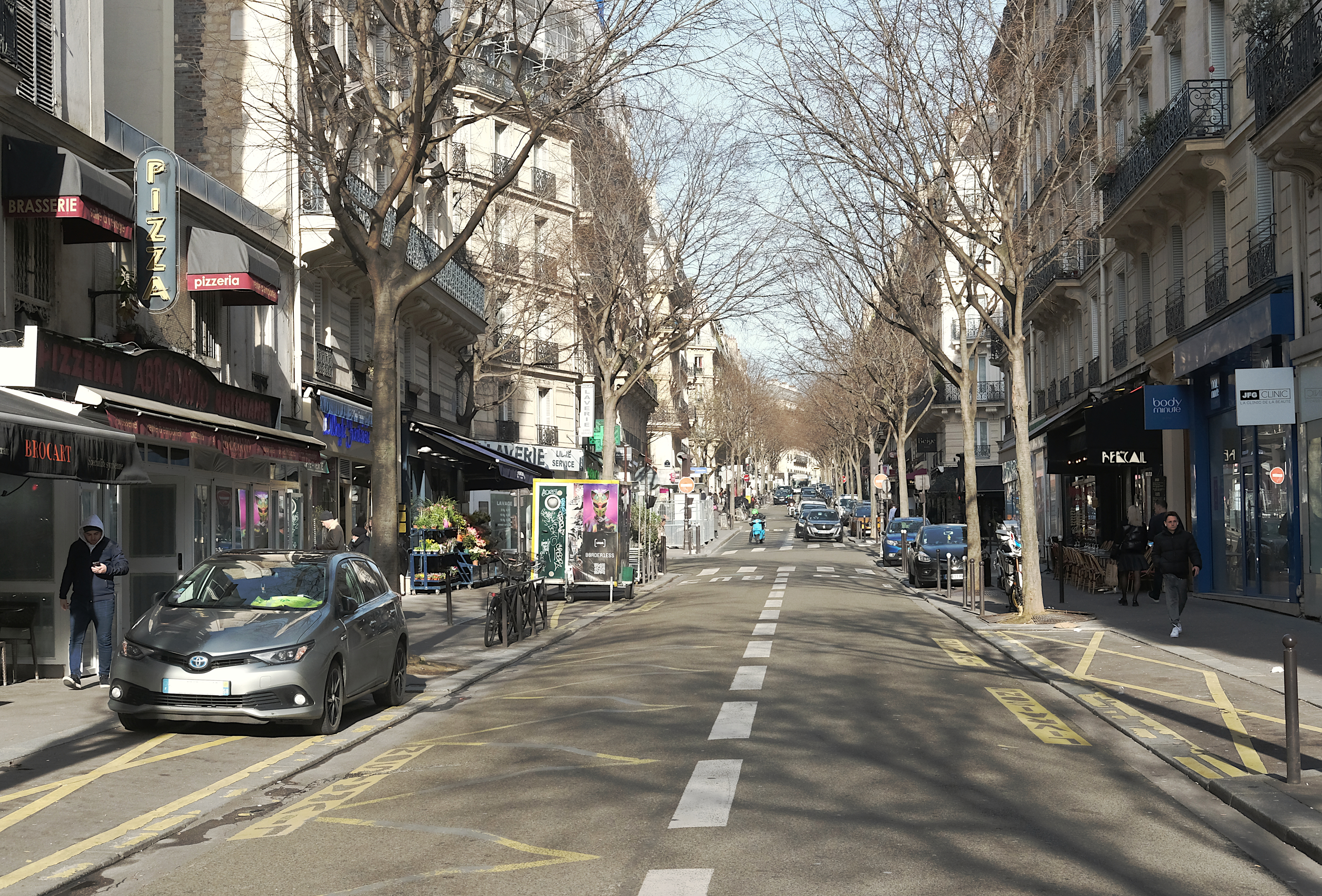
La rue de Maubeuge, au niveau de la rue Lamartine, en direction du boulevard de la Chapelle.
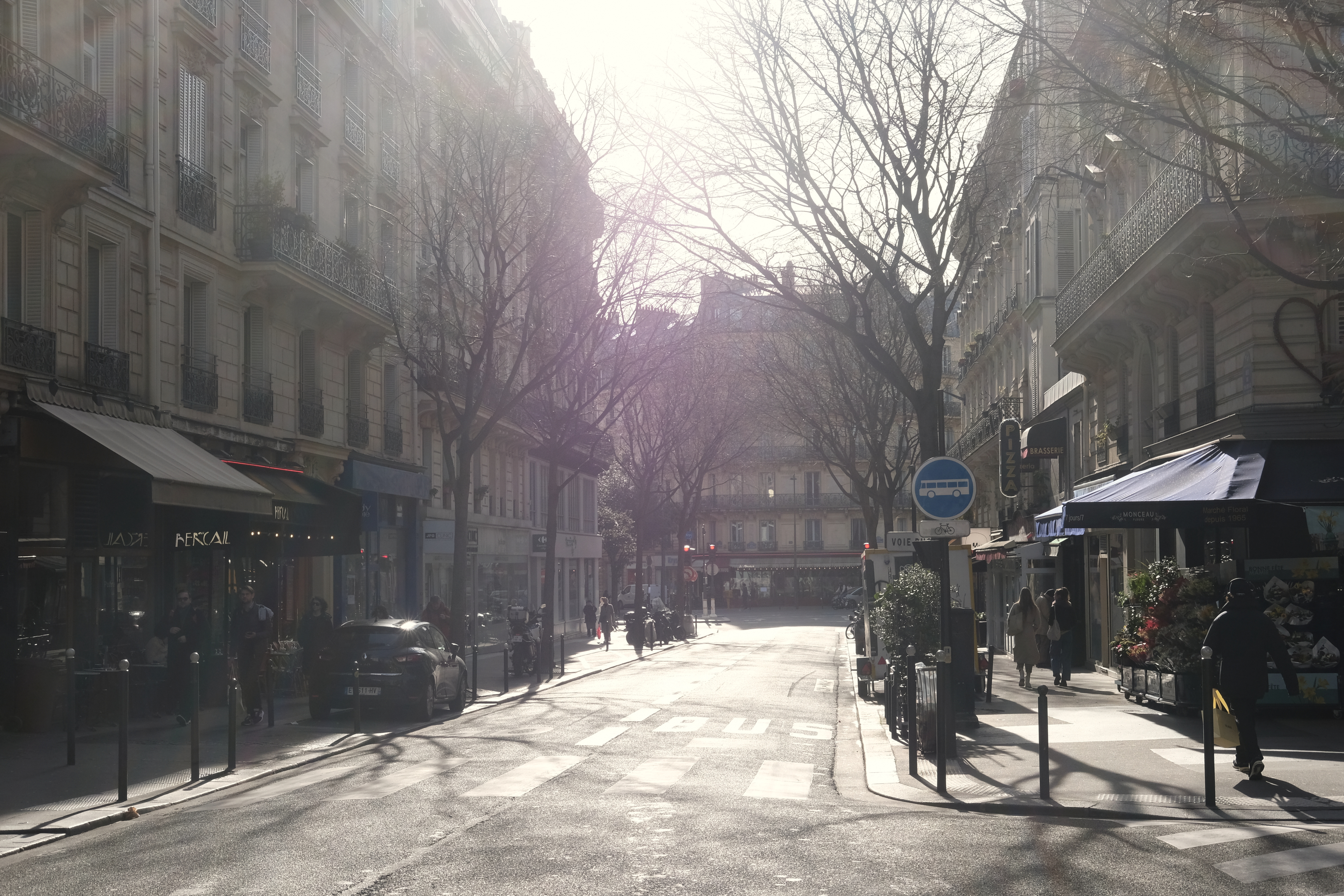
La rue de Maubeuge, au niveau de la rue Lamartine, en direction de la place Kossuth.

## Origine du nom
La rue porte le nom de la ville de Maubeuge, qui est desservie par la gare du Nord qu'elle longe. Plusieurs odonymes du voisinage de la gare répondent à cette logique.

## Historique

### Première rue de Maubeuge
Une ordonnance du 26 avril 1846 approuvant un traité passé entre la Ville de Paris et M. de Rothschild prévoyait l'ouverture d'un tronçon de la voie sur une largeur de 12 mètres et sur une longueur de 70 mètres environ près de la rue du Nord (actuel boulevard de Magenta)[réf. nécessaire]. Cette portion, présente sur un plan d'Eugène Andriveau-Goujon de 1860, débute place du Nord (actuelle place de Roubaix) et se termine rue de Bouvines (rue disparue qui longeait l'hôpital Lariboisière, dans l'alignement de la rue Fleury).

### Actuelle rue de Maubeuge
En 1855, un décret déclare d'utilité publique l'agrandissement de l'hôpital Lariboisière. Le décret prévoit la suppression de la première rue de Maubeuge et de la rue de Bouvines et le percement d'une nouvelle voie latérale à l'hôpital. Cette nouvelle voie, dite « nouvelle rue de Bouvines », correspond à la section de l'actuelle rue de Maubeuge entre la rue Ambroise-Paré et le boulevard de la Chapelle. Est également déclaré d'utilité publique le percement d'une voie nouvelle entre l'intersection de la rue Ambroise-Paré et de la « nouvelle rue de Bouvines » d'une part et la rue du Faubourg-Poissonnière d'autre part.
Un décret du 3 août 1861 modifie le plan du percement de la rue entre le boulevard Magenta et la rue du Faubourg-Poissonnière et déclare d'utilité publique son prolongement jusqu'à la rue du Faubourg-Montmartre.
L'ouverture de la voie entre la rue du Faubourg-Poissonnière et la rue du Faubourg-Montmartre a fait disparaitre le passage Briare (ensemble constitué par l'impasse Sifflet, la cité Coquenard et l'impasse Briare).

## Bâtiments remarquables et lieux de mémoire

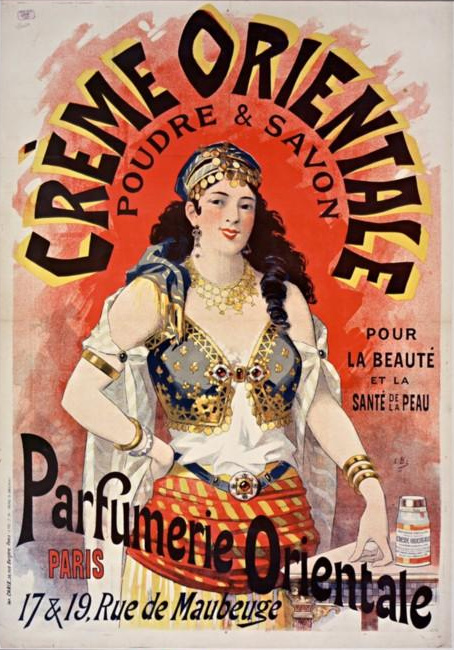
Crème orientale. Parfumerie orientale, 17-19 rue de Maubeuge, Paris. Affiche de Lucien Baylac.

- Nos 1-2 et nos 60 à 68, rue du Faubourg-Montmartre : emplacement du cimetière des Porcherons et de la chapelle Saint Jean Porte latine.
- No 9 : Auguste Denayrouze (1837-1883), marin et inventeur avec Benoît Rouquayrol du scaphandre autonome, a vécu et est décédé à cette adresse.
- No 17 : Alfred Agnès, ancien maire de Saint-Pierre en Martinique, chevalier de la Légion d'honneur, a vécu à cette adresse avec sa famille et y est décédé le 19 décembre 1889, à l'âge de 80 ans.
- No 42 : Emmanuel Ratier et Louis de Funès y ont vécu[3],[4].
- No 93 : René Sturel (1885-1914) y est né.